# Templo EME
El Templo EME, o Templo Dakshinamurthy, es un templo dedicado a Shiva, construido en 1966 y administrado por las autoridades del ejército indio en la ciudad de Vadodara, en el estado de Guyarat, India. Es único en su concepto y diseño; y su estructura geodésica, cubierta con láminas de aluminio, es muy apreciada por los arqueólogos. Fue construido por el Cuerpo EME del Ejército de la India. El crédito por la idea y el concepto de este templo corresponde a माधव आचवल, un famoso escritor y arquitecto marathi. Es una gran atracción tanto para turistas como para devotos y es único en su tipo en el mundo.

## Historia
El excomandante cristiano, Brig A. F. Eugene, de la Escuela EME, fue la mente detrás del Templo.
Es un símbolo del secularismo en la India ya que muestra varias características de las principales religiones del país.
- El Kalasha en la parte superior de la cúpula representa el hinduismo.
- La cúpula está construida según la arquitectura islámica.
- La torre, debajo de la cual se encuentra el ídolo de Lord Dakshinamurthy, representa el cristianismo.
- La parte superior de la torre dorada está de acuerdo con los principios budistas.
- La entrada del templo representa las tradiciones religiosas jainistas.
- El fuego en el templo representa el zoroastrismo.

El ídolo de la deidad principal mira hacia el Sur, representando metafóricamente al Señor Dakshinamurthy impartiendo sus enseñanzas al mundo. Otras características notables incluyen un ídolo de Ganesha, traído de Mahabalipuram y un arco detrás del ídolo de Shiva, hecho de plata pura y grabado con el mantra sagrado Om Namah Shivaya. El templo está rodeado de estatuas de más de cien deidades, que datan del siglo VI, imitando el Templo de Amarnath, uno de los santuarios más sagrados de Shiva.
El templo está abierto de 6:30 am a 8:30 pm para turistas y devotos. El exuberante paisaje verde dentro es bien mantenido por el ejército indio.